# Sidi Hadj Hassaine
 (novembre 2011).
Si vous disposez d'ouvrages ou d'articles de référence ou si vous connaissez des sites web de qualité traitant du thème abordé ici, merci de compléter l'article en donnant les références utiles à sa vérifiabilité et en les liant à la section « Notes et références ».

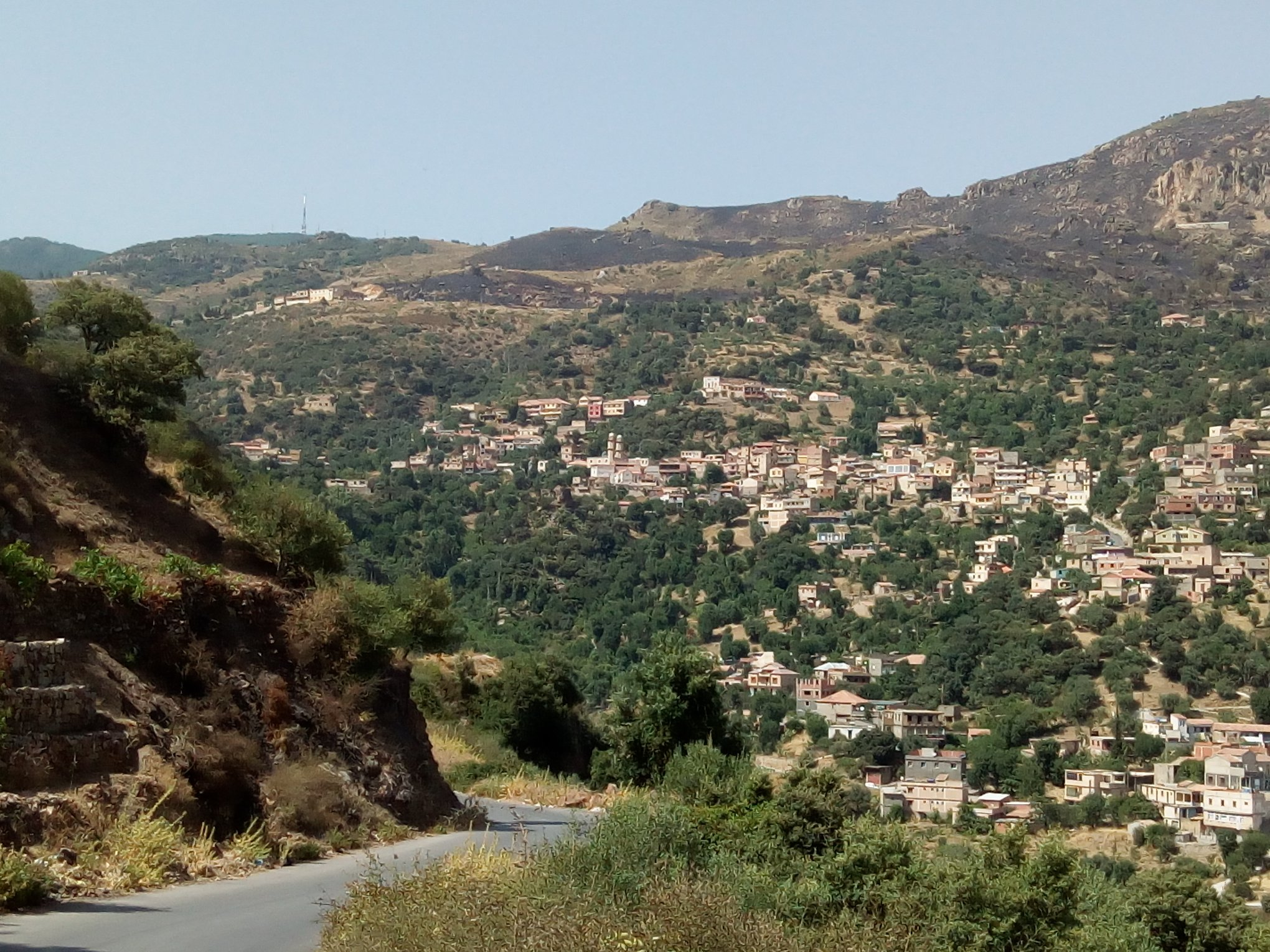
Sidi Hadj Hassein

Sidi Hadj Hassaine en kabyle Sidi Haǧ Ḥaseyn est un village historique de Kabylie situé dans la commune de Chemini, dans la tribu des Aït Waghlis, wilaya de Béjaïa en Kabylie (Algérie).

## Géographie
Le village Sidi Hadj Hassaine est rattaché à la commune de Chemini qui délimite la tribu des Ait Waghlis du côté ouest. Il se situe à une altitude moyenne de 800 m, sur le versant sud des montagnes de l'Akfadou, sur le versant Est des crêtes du Djebel Ezzen. Elle est parcourue, au milieu, par l'oued Ighzer N Smaoune, source principale de Ighzer Amokrane, qui prend sa source depuis le col d'Akfadou et se jette dans la Soummam. Il est également limitrophe de la wilaya de Tizi Ouzou,avec l'arch Ath Yedjer.

## Histoire
Les théories varient et il est quasiment impossible de raconter l'histoire de ce village avec certitude mais à partir de divers témoignages historiques, documents et monuments il est possible d'exprimer une idée relativement crédible.
Le village Sidi Hadj Hassaïne serait fondé pratiquement à la même époque que la Zaouia (mausolée musulman comportant une mosquée et une école religieuse) qui porte le même nom ; fondée en 1350 par le mystique Sidi Hadj Hassaïne, personnage historique de grande importance dans la mémoire collective et la tradition orale des At Waghlis (tribu à laquelle appartiennent les habitants du village).
La région était jusque-là sous l'organisation de la confédération des tribus de Kabylie, et sous l'autorité officielle des Hafsides. L'installation de savants et éminents marabouts de descendance chérifienne, a bouleversé les bases d'autorité de la région et évincée les anciennes coutumes d'organisation sociétales. Les villages sous l'influence des zaouias ont acquis une certaine notoriété, une organisation centrée sur la religion et les sciences islamiques. Il y'a un léger contraste entre les villages "maraboutiques" et les villages "kabyles" ayant gardé les mœurs et l'organisation précédente. Ainsi on distingue dans le village "Imrabten" et "Leqbayel" dont la scission a créé deux sociétés différentes mais ethniquement et linguistiquement semblables.

## Personnalité lié au village
Commandant Kaci Hammai, membre du FLN